# 普済寺 (鴻巣市)
普済寺（ふさいじ）は、埼玉県鴻巣市にある曹洞宗の寺院。

## 歴史
創建年代は不明である。ただ開基の普瀬山大膳が1520年（永正17年）に没していることから、それ以前に創建されたものと推測される。その後の数回にもわたる火災で寺運衰微したが、徐々に再建されていった。
境内に「白山大権現堂」と呼ばれる堂宇があり、歯痛を治すご利益があるとされている。

## 交通アクセス
- 路線バス屈巣学校前停留所より徒歩6分。